# Steinmark
Steinmark ist ein Gemeindeteil der Gemeinde Esselbach im unterfränkischen Landkreis Main-Spessart in Bayern.

## Lage
Das Dorf liegt nördlich von Esselbach am Steinmarker Bach.

## Geschichte
Im Jahre 839 wurde die Flur „steinan houc“ (Steinberg) urkundlich erwähnt. Das Dorf wurde 1292 erstmals schriftlich genannt. 1818 wurde die politische Gemeinde Steinmark gebildet.
Im Jahre 1862 wurde das Bezirksamt Marktheidenfeld gebildet, auf dessen Verwaltungsgebiet Steinmark lag. 1939 wurde wie überall im Deutschen Reich die Bezeichnung Landkreis eingeführt. Steinmark war nun eine der 47 Gemeinden im Landkreis Marktheidenfeld (Kfz-Kennzeichen MAR). Mit Auflösung des Landkreises Marktheidenfeld im Jahre 1972 kam Steinmark in den neu gebildeten Landkreis Main-Spessart (Kfz-Kennzeichen KAR, ab 1979 MSP).
Im Jahr 1954 wurde die Martin-Luther-Kirche eingeweiht und am 1. Mai 1978 der Ort nach Esselbach eingemeindet.